# Route de la Trace
Die Route de la Trace ist eine Nationalstraße, auch genannt Rn 3, im Überseedépartement Martinique. Sie ist 29 Kilometer lang und führt von Fort-de-France nach Le Morne-Rouge via L’Ajoupa-Bouillon. Bei Le Morne-Rouge führt sie durch einen Tunnel, den Tunnel de Deux Choux.
Diese Straße ist nicht zu verwechseln mit der Route nationale 3 auf dem französischen Festland.